# Prosoeca lata
Prosoeca lata är en tvåvingeart som beskrevs av Robert W. Lichtwardt 1910. Prosoeca lata ingår i släktet Prosoeca och familjen Nemestrinidae. Inga underarter finns listade i Catalogue of Life.